# Защита Нимцовича
Защи́та Нимцо́вича — шахматный дебют, начинающийся ходами: 
 1. d2-d4 Kg8-f6 
 2. c2-c4 e7-e6 
 3. Kb1-c3 Cf8-b4.
Возможна перестановка начальных ходов.
Относится к полузакрытым началам.
В иностранной литературе носит название «Нимцо-индийская защита» (англ. Nimzo-Indian Defence), в то время как «Защитой Нимцовича» называется дебют Нимцовича.

## История
Дебют назван по имени шахматного теоретика и известного гроссмейстера Арона Нимцовича (1886—1935). В соответствии с шахматной теорией Нимцовича, чёрные получают преимущество в результате образования у белых слабости (сдвоенных пешек) после размена слона на коня на поле c3.
Ныне включается в выделенную из закрытых дебютов категорию «полузакрытые дебюты».

## Варианты
- 4. Cc1-g5 — Ленинградская система
  -  4. …h7-h6 5. Cg5-h4 c7-c5 6. d4-d5 b7-b5 — Ленинградский гамбит
    - 6. …d7-d6 — Ленинградская система, главная линия
- 4. a2-а3 — система Земиша
  - 4. …Cb4:c3 5. b2:c3 c7-c5 6. f2-f3 d7-d5 7. e2-e3 O-O 8. c4:d5 Kf6:d5 — система Земиша, вариант Ботвинника
  - 4. …Cb4:c3 5. b2:c3 c7-c5 6. f2-f3 d7-d5 7. c4:d5 Kf6:d5 8. d4:c5 — вариант Кереса
    - 5. …c7-c5 6. e2-e3 b7-b6 — вариант О’Келли
    - 5. …O-O 6. e2-e3 c7-c5 7. Cf1-d3 Kb8-c6 — система Земиша, главный вариант
      - 8. Kg1-e2 b7-b6 9. e3-e4 Kf6-e8 — вариант Капабланки
        - 8. …f7-f5 — вариант Романовского
- 4. Фd1-b3 — система Шпильмана
  - 4. …c7-c5 5. d4:c5 Kb8-c6 6. Kg1-f3 Kf6-e4 7. Cc1-d2 Ke4:d2 8. Kf3:d2 — Карлсбадский вариант
    - 7. …Ke4:c5 8. Фd1-c2 f7-f5 9. g2-g3 — вариант Штальберга
- 4. Фd1-с2 — классическая система
  - 4. …с7-с5 — классическая система, 4…с7-с5
    - 5. d4:c5 O-O — вариант Пирца

  - 4. …d7-d5 5. a2-a3 Cb4:c3 6. Фс2:с3 Kf6-e4 7. Фс3-с2 — вариант Ноа
    -       - 7. …Kb8-c6 8. e2-e3 e6-e5 — вариант Сан-Ремо

    - 5. a2-a3 Cb4:c3 6. Фс2:с3 Kb8-c6 — классическая система, вариант Ботвинника

  - 4. …O-O 5. a2-a3 Cb4:c3 6. Фс2:с3 b7-b5 — гамбит Адорьяна
  -  4. …Kb8-c6 5. Kg1-f3 d7-d6 — вариант Мильнера-Барри
- 4. e2-е3 — система Рубинштейна
  - 4. …O-O — система Рубинштейна, 4…O-O
    - 5. Cf1-d3 — система с ходом 5. Cf1-d3
    - 5. Kg1-e2 — вариант Решевского
      - 5. …d7-d5 6. a2-a3 Cb4-d6 — вариант Симагина

  - 4. …c7-c5 5. Kg1-e2 — система Рубинштейна, 5. Kg1-e2
  - 4. …c7-c5 5. Сf1-d3 Kb8-c6 6. Kg1-f3 Cb4:c3 7. b2:c3 d7-d6 — система Хюбнера
  - 4. …Kb8-c6 — вариант Тайманова
  - 4. …b7-b6 — система Фишера
    - 5. Kg1-e2 — система Фишера, 5. Kg1-e2
      - 5. …Cc8-a6 — система Бронштейна
- 4. f2-f3 — вариант Кмоха
- 4. Фd1-d3 — атака Микенаса
- 4. g2-g3 — система Романишина
- 4. Kg1-f3 — вариант трех коней
  - 4. …c7-c5 5. d4-d5 — вариант Корчного
    - 5. …Kf6-e4 — вариант Эйве